# Circus teauteensis
Circus teauteensis, maorsky Kērangi, je vyhynulý druh motáka, který kdysi obýval Nový Zéland. Tento mohutný dravec s rozpětím křídel až 2 m představoval vůbec největšího známého zástupce motáků (rod Circus). C. teauteensis vyhynul nedlouho po kolonizaci Nového Zélandu Polynésany. 

## Systematika
Druh formálně popsal skotský badatel Henry Ogg Forbes v roce 1892. Nejbližším příbuzným motáka C. teauteensis je moták kropenatý (Circus assimilis). Jejich společný předek kolonizoval Nový Zéland počátkem pleistocénu někdy před asi 2,4 miliony. To zhruba odpovídá době, kdy se na silně zalesněné novozélandské pevnině začínají objevovat otevřenější lesnatá a travnatá stanoviště, která motáku C. teauteensis vyhovovala a umožnila jeho úspěšné přežití a expanzi.

## Popis a ekologie
Tento mohutný dravec vážil 3–3,5 kg a jeho rozpětí křídel dosahovalo kolem 2 m. Představoval vůbec největšího zástupce rodu moták (Circus) a v době jeho existence byl druhým největším dravcem Nového Zélandu; větší byl jen orel Haastův. Orel Haastův se přitom vyskytoval jen na Jižním ostrově, takže na Severním ostrově byl C. teauteensis vůbec největším dravcem. Jak orel Haastův, tak C. teauteensis jsou příkladem ostrovního gigantismu.
Velikost motáka C. teauteensis bývá dávána do souvislosti s dobrou dostupností velké kořisti v podobě ptáků moa. C. teauteensis měl velký zobák a silné nohy zakončené mohutnými drápy, se kterými si pravděpodobně troufl ulovit i 20–40 kg velkého moa. Největší současný novozélandský dravec moták tichomořský (Circus approximans) váží asi jen čtvrtinu toho co C. teauteensis. Zatímco ostatní motáci při lovu nejdříve plachtí, načež se snesou rychle k zemi, z kostry motáka C. teauteensis se dá vyčíst, že k pohybu využíval třepotavý let, který je mnohem svižnější a akrobatičtější, což mohla být adaptace na lov v zalesněné krajině. Do jídelníčku motáka C. teauteensis se vedle menších ptáků moa řadili i holub maorský (Hemiphaga novaeseelandiae), nestor kea (Nestor notabilis) nebo nestor kaka (Nestor meridionalis).
Kdysi se jednalo o běžně se vyskytující druh, absentní byl jen na jihovýchodě Jižního ostrova a na Stewartově ostrově. Obýval nadmořské výšky od hladiny moře po subalpinské oblasti.

## Vyhynutí
K vyhynutí motáka C. teauteensis došlo nedlouho po příchodu Polynésanů (později známých jako Maorové) na Nový Zéland (konec 13. století). Za vyhynutím patrně stála kombinace faktorů – ztráta přirozeného prostředí (Maorové vypalovali lesy), úbytek kořisti následkem nadměrného lovu Maory a také přímý lov. Polynéští osadníci z kostí motáka dokonce vyráběli různé nástroje. Svou roli mohly hrát i krysy ostrovní, které na Nový Zéland dorazily společně s Polynésany, a které patrně predovaly na motákových vejcích. Ekologickou niku, kterou moták C. teauteensis obýval, brzy nahradil moták tichomořský, který se na Novém Zélandu rozšířil až poté, co moták C. teauteensis vymizel.